# ساي (مغني)
ساي (بالكورية: 싸이)‏ اسمه الحقيقي بارك جاي سانج (Park Jae-sang) (ولد في 31 ديسمبر 1977)، هو مغني، كاتب أغاني، مغني راب، راقص، ومنتج أسطوانات كوري جنوبي. وهو معروف بروح الدعابة في فيديوهاته وعروضه على المنصة، وظهر في العديد من البرامج التلفزيونية مثل ساترداي نايت لايف وذا توداي شو. الفيديو الموسيقي لأغنيته «غانغنم ستايل» أصبح أكثر فيديوهات البوب مشاهدة على موقع يوتيوب، حيث تم نشر الفيديو في 15 يوليو 2012 وحقق أكثر من مليارَي مشاهدة حتى الآن. في أبريل 2013 أطلق ساي أغنيته «جنتلمان» والتي حصل الفيديو الموسيقي لها على أكثر من 200 مليون مشاهدة على يوتيوب خلال أسبوع من نشره.
و يعتبر حاليا أيقونة في بلده الأصل.
وقد يعتبر من أهم مغني العالم والأول من مغنين العالم لعام 2012 بسبب أغنيته غانغام ستايل الذي شاهده ما يقرب من اثنان مليار ونصف خلال أقل من عام.

## وصلات خارجية
- ساي على موقع IMDb (الإنجليزية)
- ساي على موقع ميتاكريتيك (الإنجليزية)
- ساي على موقع الموسوعة البريطانية (الإنجليزية)
- ساي على موقع روتن توميتوز (الإنجليزية)
- ساي على موقع ميوزك برينز (الإنجليزية)
- ساي على موقع رولينغ ستون (الإنجليزية)
- ساي على موقع أول ميوزيك (الإنجليزية)
- ساي على موقع ديسكوغز (الإنجليزية)
- ساي على موقع قاعدة بيانات الفيلم (الإنجليزية)
- الموقع الرسمي